# Daniel Duchemin
Pour les articles homonymes, voir Duchemin.
Daniel Duchemin, né à Segré (Maine-et-Loire) le 5 janvier 1866 et mort à Paris (7e arrondissement) le 12 février 1930, est un peintre français.

## Biographie
Élève de Armand Beauvais, de Edmond Marie Petitjean et d'Antoine Guillemet, essentiellement paysagiste, il expose au Salon des artistes français dès 1893 et y obtient une mention honorable en 1908. Il présente aussi au Salon d'hiver dont il est sociétaire, de 1929, les toiles Les Bords de l'Essonne à Écharcon, Ferme du Rocher (Mayenne), Ancien manoir et Marais en Sologne.